# Квіткоїд вогнистоголовий
Квіткоїд вогнистоголовий (Dicaeum trochileum) — вид горобцеподібних птахів родини квіткоїдових (Dicaeidae).

## Поширення
Ендемік Індонезії. Трапляється на Яві, на півдні Суматрі та Борнео, а також на сусідніх невеликих островах, таких як Бангка, Балі, Ломбок, Мадура та острови Кангеан. Його природні місця проживання — субтропічні або тропічні вологі низовинні ліси і субтропічні або тропічні мангрові ліси.

## Спосіб життя
Як і інші квіткоїди, харчується переважно фруктами, особливо інжиром та омелою. Він також доповнює свій раціон павуками. Здобування корму здійснюється в кронах дерев поодинці або парами.